# Ramales de la Victoria
 (mars 2024).
Ramales de la Victoria est une ville espagnole située dans la communauté autonome de Cantabrie. Le maire de la ville est José Domingo Diego San Emeterio.

## Histoire

### Préhistoire
Le territoire qui appartient maintenant à la municipalité de Ramales de la Victoria a livré de nombreuses traces de présence humaine datant de diverses époques préhistoriques. Il compte 28 sites archéologiques répartis dans trois secteurs :
1. Les banques d'Assos et les vallées de ses affluents ;
2. Le fleuve et son affluent Gandara Calera ;
3. La rivière Carranzas ;

Grotte de Colavanas

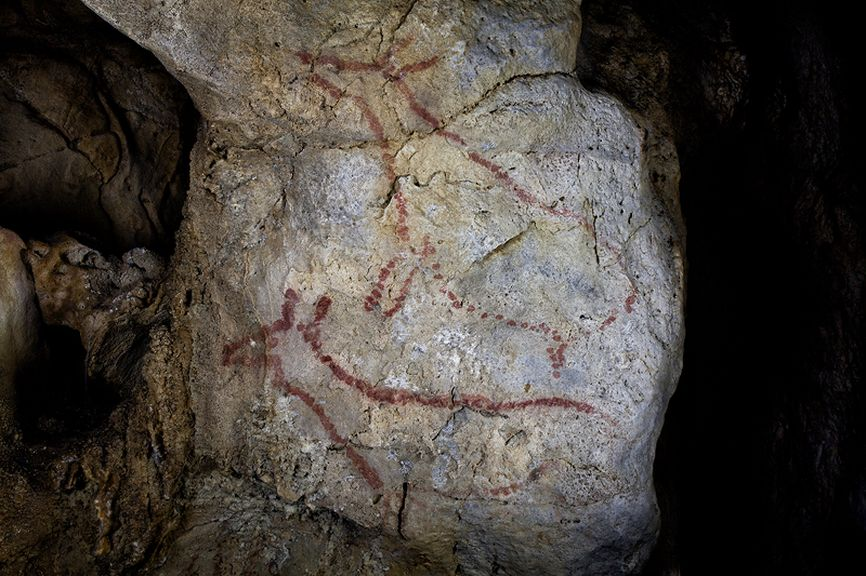
Art rupestre à Covalanas.

La grotte de Covalanas (en espagnol : cueva de Covalanas) est une cavité dans la roche de la montagne de Haza située sur les pentes du mont Pando, qui servait de refuge ou de temple paléolithique. Elle a été découverte en 1903 par le maire de l'époque. Les peintures rupestres sont à environ 65 m de l'entrée, et ont entre 16 000 et 23 000 ans. Elles représentent des animaux, des lignes fluides ou encore des séries de points. Depuis 1924, la grotte a été déclarée Monument artistique architectural.
Grotte de Cullalvera
La grotte ornée de Cullalvera (en espagnol : Cueva de la Cullalvera), au pied du Mont Pando près de la ville, abrite des peintures préhistoriques.
Grotte d'El Haza
La grotte d'El Haza : Dans cette petite grotte se trouve un panneau avec différentes figures : 3 chevaux, 1 renne, 1 capridé, un cerf et un autre animal quadrupède non identifié. En dehors de ces représentations figuratives on peut constater l'existence d'une paire de figures géométriques.
Grotte d'El Mirón  et sa Dame rouge

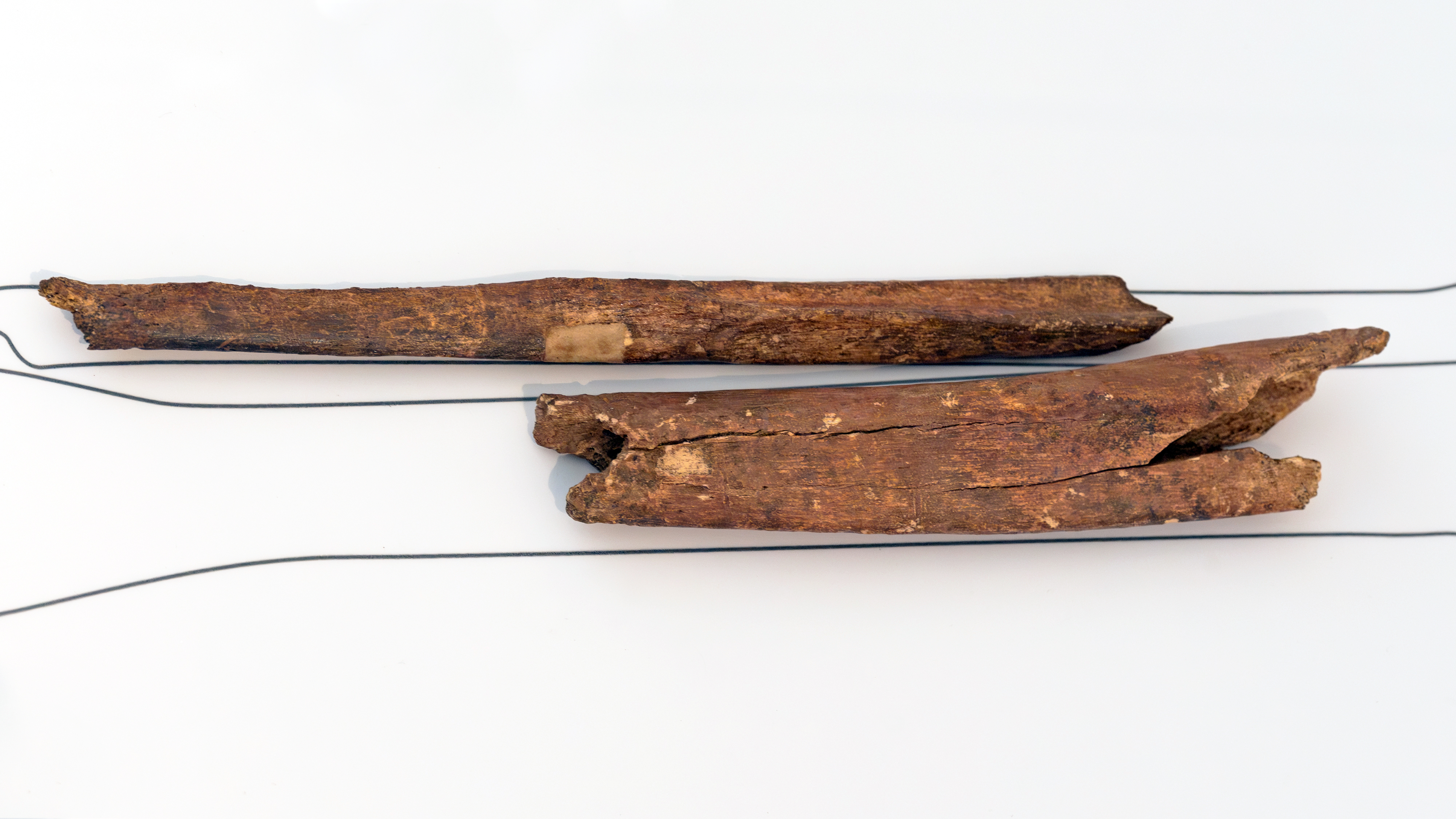
Fragment de la Dame rouge

Découverte en 1903, la grotte d'El Mirón est à quelques mètres de celle de Covalanas, entourée par les montagnes et le mont Pando. Elle a livré la première inhumation d'humain du Magdalénien trouvée en Espagne, datée de 16 600 ans AP, surnommée la « Dame rouge d'El Mirón » pour la coloration des os avec de l'ocre rouge. La tombe a été ornée de fleurs jaunes. Cette grande femme robuste est rattachée à la culture du Magdalénien. 
La couche de ce site contenant ses plus anciennes céramiques et ses plus anciens vestiges d'animaux domestiques a livré des grains d'amidonnier datés de 5 550 ± 40 AP (des couches moins anciennes ont quant à elles livré aussi d'autres sortes de blé dont de l'engrain). C'est le plus ancien vestige connu (en 2005) de plante domestiquée dans cette région.
Des fossiles de saumon y ont aussi été trouvés.

### Antiquité
Des vestiges romains de routes et de ponts ont également été trouvés dans la ville voisine : ce territoire, habité dans l'Antiquité, est un emplacement stratégique entre les régions de la côte et l'intérieur des terres.

### Moyen-Âge
L'origine de cette ville remonte à environ l'an 1000.

### XIXesiècle
L'histoire de la ville est centrée sur la figure de Baldomero Espartero, le général légendaire libéral qui a battu au printemps de 1839 l'armée carliste du général Maroto, dans la célèbre bataille qui a commencé début avril, au cours de la première guerre carliste. En commémoration de ces événements, la ville est devenue la Ville de la Victoire.

## Économie
Voici la répartition de la population de Ramales de la Victoria et de la province de Cantabrie sur les secteurs économiques :
|                  | Ramales de la Victoria | Cantabrie |
| ---------------- | ---------------------- | --------- |
| Secteur primaire | 8.7                    | 6.0       |
| Travaux          | 17.6                   | 13.5      |
| Industrie        | 16.0                   | 18.9      |
| Tertiaire        | 57.7                   | 61.6      |
| Taux d'activité  | 48.9                   | 52.5      |
| Taux de chômage  | 12.1                   | 14.2      |

L'économie de la ville est dû au tourisme des différents patrimoines, dont surtout ses grottes.

## Culture

### Lieux et monuments

#### Patrimoine archéologique
Avec 28 sites archéologiques, la municipalité possède un riche patrimoine archéologique ; ses grottes préhistoriques sont parmi les plus précieuses de la Cantabrie et les plus importantes d'Espagne ; certaines sont ornées. Ces sites sont répartis dans trois secteurs :
1. Les banques d'Assos et les vallées de ses affluents ;
2. Le fleuve et son affluent Gandara Calera ;
3. La rivière Carranza.

Les grottes ornées incluent la grotte de Cullalvera (cueva de la Cullalvera), à proximité de la ville et d'accès facile et agréable ; la grotte de Covalanas, déclarée Monument artistique architectural en 1924 ; la grotte d'El Mirón (cueva de El Mirón) avec sa « dame rouge d'El Mirón » et le grotte d'El Haza (cueva e El Haza).
La richesse de ce patrimoine a été protégée juridiquement.

#### Patrimoine religieux
Ramales de la Victoria compte trois églises paroissiales et deux chapelles.

- L'église paroissiale Saint-Pierre (en espagnol : Iglesia parroquial de San Pedro) est une église possédant une croix latine. Elle possède une petite chapelle[13]. L'église date de 1720. Elle est couverte par une voûte. Les parties les plus anciennes de l'église sont les piliers et la voûte, et le reste de l'église a été construit à partir de 1610. En 1863, l'édifice a été délabré par suite de la guerre civile et on entreprit alors la création d'une structure classique avec une concession de style baroque, pour décorer l'extérieur du bâtiment.
- L'église paroissiale de Saint-Emeterio et de Saint-Celedonio (en espagnol : Iglesia parroquial de San Emeterio y San Celedonio) est une église situé dans Gibaja. Elle a été construite à la fin du XVe ou au début de XVIe siècle, puis a été reconstruite au début du XVIIe siècle, modifiant sa structure originale. L'église possède une nef.
- L'église paroissiale de Notre-Dame de Guardamino (en espagnol : Iglesia parroquial de Nuestra Señora de Guardamino) a été construite à la suite de la réforme de 1640. Le retable date du XIXe siècle, du style néoclassique.
- La chapelle de Saint-Salvador (en espagnol : Ermita de San Salvador) est située dans le quartier Pondra. Elle a été construite avec aucun intérêt artistique, pour conserver une image gothique de la Vierge à l'Enfant du XIVe ou XVe siècle.
- La chapelle de Saint-Juan (en espagnol : Ermita de San Juan) est située dans le quartier Riancho. Elle est de style gothique, datant du début du XVIe siècle, avec une nef unique.

#### Patrimoine civil
De 1880 à 1920 sont construits des maisons aristocratiques, des quartiers, des bâtiments communautaires, des usines et un théâtre. Deux bâtiments soulignent le remarquable patrimoine civil du style classique.

- Le Town Hall, construit dans le début du XXe siècle en commémoration de la victoire des libéraux lors de la bataille de succursales en 1839.
- La Bibliothèque Juan Zorrilla de Saint-Martin (en espagnol : Biblioteca Juan de Zorrilla San Martín), construite après 1880.

Il y a d'autres bâtiments d'intérêt comme le Palais de Revillagigedo, construit au XVIIIe siècle et bien restauré à l'heure actuelle en raison des dommages de la guerre carliste ; la Maison Saravia, de style classique.

#### Patrimoine industriel
La ville a une longue et forte tradition du métal, de ses ateliers, de ses moulins utilisant l'eau des rivières, et des anciennes forges qui ont maintenu en vie l'industrie des XVIIIe et XXe siècles.

### Fêtes et traditions

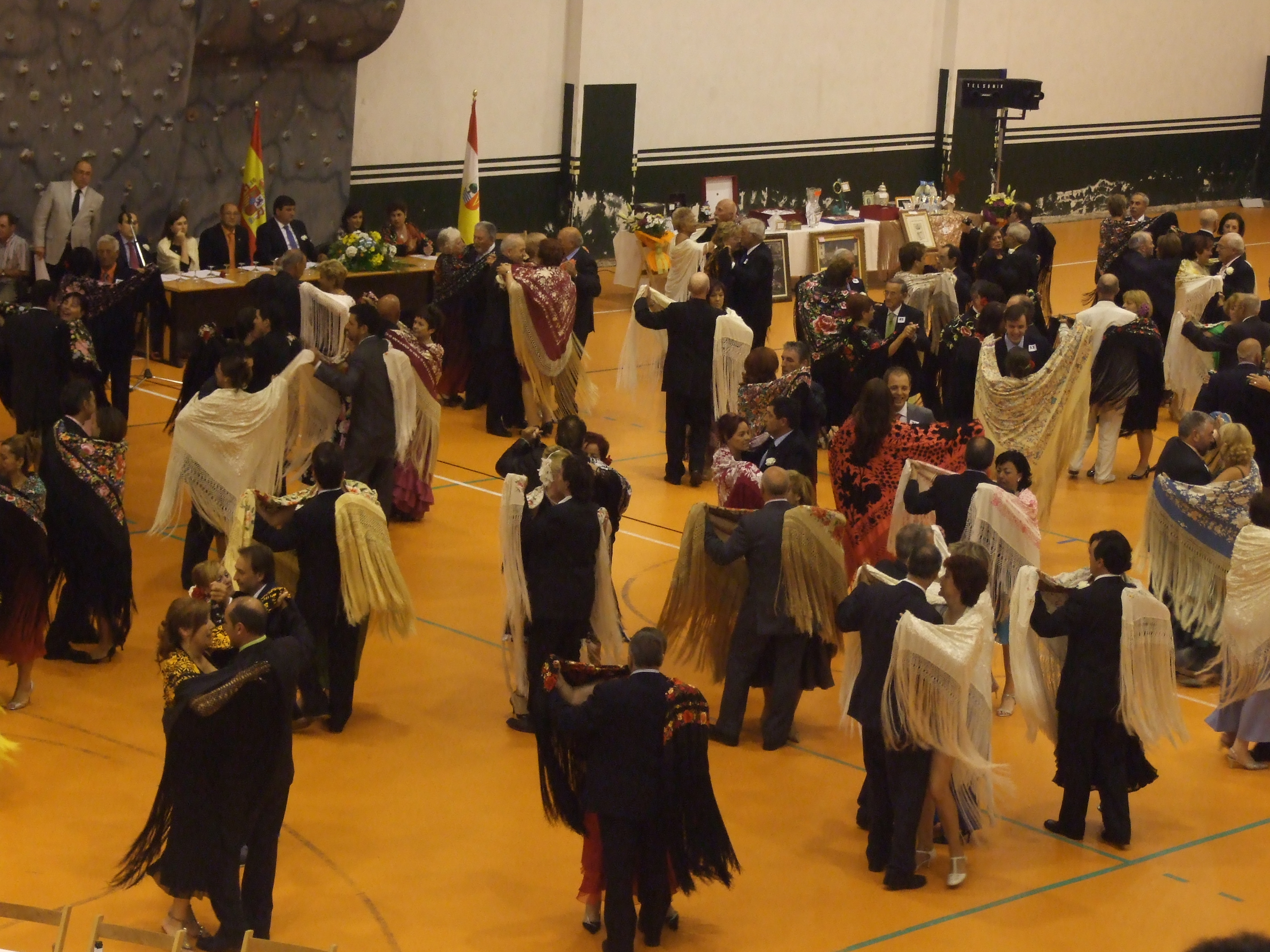
Verbena del Mantón.

Le Châle du Festival (en espagnol : Verbena del Mantón) est un festival traditionnel qui veut que, pendant la bataille de succursales, le général Maroto ait laissé des châles de Manille dans son évasion. Lorsque le général Espartero entra dans le village, il trouva le coffre et donna des châles aux femmes qui l'ont acclamé. Depuis lors, les couples participants, habillés de châles, dansent la scottish au son de l'orgue. Un jury décide qui est l'équipe gagnante. Le festival a lieu dans les beaux jardins de Jose Antonio, qui sont décorés pour l'occasion.
D'autres festivals sont célébrés :
- El Milagruco ;
- San Juan ;
- San Pedro ;
- San Valentín ;
- Nuestra Señora del Carmen ;
- San Emeterio y San Celedonio ;
- Virgen de Guardamino ;